# Frankie Andreu
Frankie Andreu (Dearborn, Michigan, 26 de septiembre del 1966) es un ex ciclista estadounidense que fue profesional entre 1989 y 2000. Actualmente dirige el equipo ciclista 5 Hour Energy. 
Fue amigo y compañero de Lance Armstrong donde coincidió en los equipos de, Cofidis y US Postal y fue capital para que el tejano consiguiera sus dos primeros Tours de Francia. Participó en dos Juegos Olímpicos en 1988 y 1996 destacando la cuarta posición en la prueba en ruta en esta última edición. Se retiraría en el 2000 y en el 2002 empezaría su nueva faceta como director deportivo, ejerciendo de director de Lance Armstrong en el US Postal.

## Acusaciones de dopaje
En junio de 2006, el periódico francés Le Monde publicó las acusaciones de Frankie Andreu y de su mujer, Betsy, sobre Lance Armstrong. El matrimonio aseguró que Armstrong había admitido consumir sustancias dopantes justo después de pasar por el quirófano durante su tratamiento para vencer al cáncer, en 1996. Las declaraciones de la pareja fueron hechas bajo juramento durante el procedimiento judicial de arbitraje iniciado por Armstrong contra la compañía de seguros SCA Promotions, que se negaba a pagarle la prima de cinco millones de dólares por su victoria en el Tour de 2004 al considerar que existían sospechas fundadas de dopaje. La mujer de Andreu relató: "El médico comenzó a hacerle preguntas banales y, de pronto, le soltó: ¿Ha tomado productos dopantes?. Y respondió que sí. Le preguntó cuáles y Lance respondió: EPO, hormonas del crecimiento, cortisona, esteroides y testosterona". Su marido confirmó el testimonio. "No sé cómo el doctor hizo la pregunta, pero la respuesta fue que había tomado EPO, testosterona...". Armstrong sostuvo que Betsy Andreu podría haberse confundido por una posible mención al tratamiento posterior a la operación, que incluía esteroides y EPO para contrarrestar parte de los efectos de la quimioterapia. El relato de los Andreu no fue respaldado por ninguna de las otras ocho personas presentes, incluyendo el doctor de Armstrong Claim Nichols,
El 2012, fue uno de los 11 excompañeros de Armstrong en el US Postal, que testificaron ante la USADA en el caso contra el ciclista tejano.

## Palmarés
| 1990 - 2 etapas en la International Cycling Classic 1994 - 1 etapa en el Tour de Polonia - West Virginia Classic, más 2 etapas 1995 - 1 etapa en la West Virginia Classic | 1997 - 1 etapa de la Mi-août bretonne 1998 - Lancaster Classic - 1 etapa en el Tour de Luxemburgo |

## Resultados en las grandes vueltas
| Carrera         | 1989 | 1990  | 1991 | 1992  | 1993 | 1994 | 1995 | 1996  | 1997 | 1998 | 1999 | 2000  |
| --------------- | ---- | ----- | ---- | ----- | ---- | ---- | ---- | ----- | ---- | ---- | ---- | ----- |
| Giro de Italia  | -    | 136.º | -    | -     | -    | -    | -    | -     | -    | -    | -    | -     |
| Tour de Francia | -    | -     | -    | 110.º | 89.º | 89.º | 82.º | 111.º | 79.º | 58.º | 65.º | 110.º |
| Vuelta a España | -    | -     | -    | -     | -    | -    | Ab.  | -     | Ab.  | -    | 88.º | -     |
| Mundial en Ruta | -    | -     | -    | -     | 55.º | -    | -    | -     | -    | -    | -    | -     |